# Вакцинація проти COVID-19 у Венесуелі
Вакцинація проти COVID-19 у Венесуелі — це кампанія масової імунізації населення Венесуели проти COVID-19 під час пандемії коронавірусної хвороби.

## Історія
Адміністрація Ніколаса Мадуро дозволила використання хлорохіну та інтерферону альфа-2b для використання в лікуванні COVID-19 у Венесуелі. Інтерферон альфа-2b є противірусним препаратом, який використовувався в невеликих масштабах у Китаї та пропагувався кубинським урядом, іноді його навіть хибно називали «вакциною».
На початку жовтня 2020 року до країни надійшла партія з 2 тисячі доз російської вакцини проти коронавірусу «Спутник V», які мали тестуватися на венесуельських добровольцях віком від 18 років, і таким чином мала завершитися її ІІІ фаза клінічних досліджень. Медична спілка Венесуели попередила, що вона не ознайомлена про порядок її введення, і заявила, що наукові товариства та населення не були поінформовані про методологію та протокол дослідження, які будуть використовуватися в країні. 11 жовтня Ніколас Мадуро повідомив у національних засобах масової інформації, що китайська вакцина «Коронавак» надійде найближчими днями, щоб пройти ІІІ фазу клінічних досліджень за участю тисяч добровольців.
До березня 2021 року Хуан Гуайдо та опозиційна Національна асамблея затвердили виділення 30 мільйонів доларів на закупівлю вакцини AstraZeneca. Віце-президент Делсі Родрігес оголосила, що дозволи на її використання в країні надаватися не будуть. Депутати Національної асамблеї Гуайдо засудили відмову Мадуро від вакцини.
У березні 2021 року президент Венесуели Ніколас Мадуро оголосив, що в квітні того ж року тисячі доз кубинської вакцини будуть використовуватися у Венесуелі в рамках клінічного дослідження. Венесуельська опозиція засудила нав'язування кубинської вакцини, яка тестувалася.
Національна медична академія Венесуели попередила, що вакцини, які розробляє Куба, «є не справжніми вакцинами» проти COVID-19, «а експериментальними продуктами, склад, безпека чи ефективність яких невідомі». 24 червня Академія висловила стурбованість оголошенням уряду про початок вакцинації кандидатом на вакцину ABDALA та тим, що партія прибула до країни, попередивши, що це продукт «сумнівної наукової достовірності», підкресливши, що вона була «експериментальною», і що вона «повинна мати дозвіл незалежного та надійного регуляторного органу», щодо ефективності вакцини «це було б дуже важливо, щоб у компанії був визнаний престиж».
За даними інформаційного консорціуму «Alianza Rebelde Investiga» (ARI), до складу якого входять «Runrunes», «El Pitazo» і «Tal Cual», повідомлено, що станом на червень 2021 року місцеперебування 40,7 % доз вакцини було невідомим, та підтверджено, що в останні тижні імунізації була дезінформація та суперечливість опублікованих офіційних даних щодо вакцинації.
6 вересня 2021 року, за даними інформаційного агентства «ElDiario», у Венесуелі було введено 9808498 доз вакцини, серед них Sinopharm 8057265 (78,9 %), «Спутник V», 1739293 доз (21 %) і кубинського кандидата на вакцину «ABDALA» 12 тисяч (0,1 %), що означало, що 6006270 венесуельців отримали принаймні одну дозу та 3336547 отримали повний курс вакцини. До 7 вересня в країну надійшло 693 тисячі доз вакцини «Коронавак» від програми COVAX із загальної кількості понад 12 мільйонів запланованих доз на 2021 рік, що становить 20 % населення Венесуели. Станом на 21 вересня міністр охорони здоров'я Карлос Альварадо повідомив, що 8,88 мільйона осіб отримали принаймні одну дозу, а 5,25 мільйона пройшли повний курс вакцинації, тобто було введено понад 14,13 мільйона доз.

## Етапи вакцинації
| Національний план посилення вакцинації проти COVID-19 | Національний план посилення вакцинації проти COVID-19 | Національний план посилення вакцинації проти COVID-19 | Національний план посилення вакцинації проти COVID-19   | Національний план посилення вакцинації проти COVID-19 | Національний план посилення вакцинації проти COVID-19 |
| Етап                                                  | І етап                                                | ІІ етап                                               | ІІІ етап                                                | ІV етап | V етап                                                |
| ----------------------------------------------------- | ----------------------------------------------------- | ----------------------------------------------------- | ------------------------------------------------------- | --- | ----------------------------------------------------- |
| Група населення                                       | Медичний персонал                                     | Особи старші 60 років.                                | Особи з факторами ризику або хронічними захворюваннями. | Особи, які працюють у сфері обслуговування клієнтів, наприклад: працівники служби безпеки, громадські працівники, працівники харчової промисловості чи транспорту. | Загальне населення.                                   |
| Тривалість                                            | З 3 січня 2022                                        | З 10 січня 2022                                       | З 17 січня 2022                                         | З 24 січня 2022 | З лютого 2022                                         |